# Langston Hughes
Langston Hughes (Jlin, Missouri, Estats Units, 1 de febrer de 1902 — Nova York, 22 de maig de 1967) va ser un poeta, novel·lista, dramaturg i editorialista estatunidenc. El seu renom és degut en gran part a la seva implicació en el moviment cultural anomenat Renaixement de Harlem que va sacsejar Harlem en els anys 1920.

## Biografia

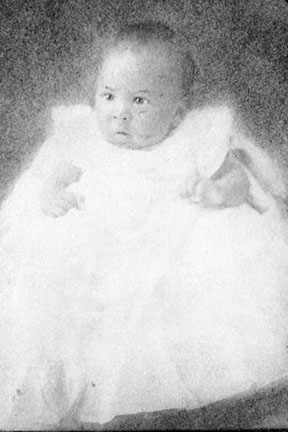
Langston Hughes bebè el 1902

Nascut James Mercer Langston Hughes, Langston Hughes va néixer a Joplin, a Missouri; la mare, Carrie Langston Hughes, era professora i el pare es deia James Nathaniel Hughes. Després del seu divorci, el pare de Langston va emigrar al principi a Cuba, després a ciutat de Mèxic pel racisme que patia als Estats Units. Després de la separació dels seus pares, el jove Langston va marxar del domicili familiar per anar a viure amb una de les seves àvies, Mary Langston, a Lawrence, a Kansas. Mary insistirà a Langston sobre l'orgull ètnic del poble negre. Després de la mort de la seva àvia, anirà a viure amb amics de la família, James i Mary Reed, durant dos anys. Aquest període de la vida de Langston no és feliç, tot i que influenciarà considerablement el poeta en el futur, sobretot per una vida agitada. Més tard, es reunirà amb la seva mare, que s'ha casat de nou, a Lincoln, Illinois, per finalment instal·lar-se a Cleveland, Ohio, on seguirà el seu ensenyament secundari.

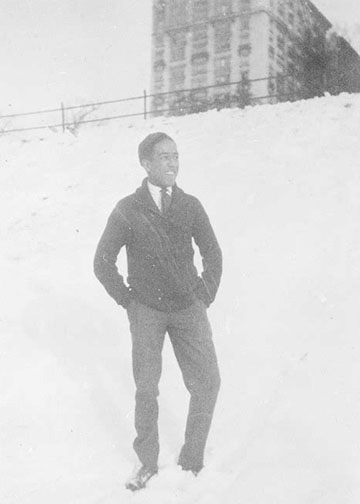
Langston Hughes a Cleveland, Ohio, al final dels anys 1910

A la seva escola de Cleveland, Hughes participarà en el diari dels estudiants i escriurà les seves primeres novel·les, poesies i obres de teatre. Durant aquest període, descobrirà el seu amor pels llibres. Entre les referències del jove poeta, figuren el poeta americà Paul Laurence Dunbar o el poeta d'origen suec Carl Sandburg. El 1919, Hughes es reunirà amb el seu pare a ciutat de Mèxic per a un curt període caracteritzat per tensions entre els dos homes que portarà Langston a diverses temptatives de suïcidi. Després d'haver acabat el seu ensenyament secundari el juny de 1920, Langston tornarà a veure el seu pare per tal de convèncer-lo per finançar els seus estudis a la Universitat de Colúmbia. Ara bé, els punts de vista dels dos homes discrepen: mentre que Langston es veu escriptor, James, el pare, espera veure el seu fill seguir una carrera d'enginyer. Malgrat això, els dos homes aconsegueixen posar-se d'acord i està decidit que Langston estudiarà a Columbia i seguirà en paral·lel els estudis d'enginyeria. Els seus estudis a Columbia són relativament concloents, encara que decidirà el 1922 de deixar la institució havent sofert, entre d'altres, el racisme dels seus camarades de curs. Fora de la seva universitat, Langston prioritzarà les alegries dels carrers de Harlem a la seva escolaritat.
Per viure, Langston té feines esporàdiques, com la de tripulant del S. Malone, amb el que solcarà durant l'any 1923 les costes de l'Àfrica occidental i d'Europa. Després d'un curt sojorn parisenc, Hughes tornarà a Washington, on es reunirà amb la seva mare. De nou, Langston realitza petites feines abans de convertir-se en l'ajudant personal del professor Carter G. Woodson en l'Associació per a l'Estudi de la Vida i la Història del Poble Afroamericà (Association for the Study of African American Life and History). No content de les restriccions imposades pel professor Woodson, Langston passarà el seu temps escrivint. Deixarà finalment la seva feina per la de servidor en un hotel, on coneixerà el poeta Vachel Lindsay. Impressionat pels pocs poemes que Langston vol ensenyar-li, Vachel desitja publicar-los, encara que alguns dels poemes d'Hughes ja hagin estat publicats en diverses revistes i el seu primer recull està a punt de finalitzar.
Els seus estudis a la Universitat Lincoln a Pennsilvània, que començarà al final dels anys 1920, són sancionats el 1943 per l'obtenció de l'equivalent americà del doctorat en literatura. Gran viatger, multiplicarà també les expedicions a través del món, encara que senti profundament Harlem al seu cor.
Langston Hughes es va morir a l'edat de 65 anys, el 22 maig de 1967 a Nova York, a conseqüència d'un càncer de pròstata. Les seves cendres van ser dispersades prop del Centre Arthur Schomberg per a la Recerca de la Cultura Negra, situat a Harlem (en anglès: Arthur Schomberg Center for Research in Black Culture).

## Carrera
Va començar com a escriptor fent de periodista per al diari oficial del NAACP, The Crisis, i va publicar el 1926 el seu primer recull de poemes The Weary Blues, del qual és extret un dels seus poemes més famosos: The Negro Speaks Rivers  o El negre parla dels rius, del qual heus aquí una traducció lliure:
He conegut els rius:
He conegut rius antics com el món i més vells
que el flux de la sang humana a les venes humanes.
La meva ànima s'ha fet tan profunda com els rius...
M'he banyat en l'Eufrates quan les albes eren noves.
He construït la meva barraca prop del Congo i ha gronxat el meu son.
He contemplat el Nil i a sobre he construït les piràmides.
He sentit el cant de Mississipi quan Abe Lincoln va baixar
a Nova Orleans, i he vist les seves estovalles fangoses transfigurades
en or al sol ponent.
He conegut rius:
rius antics i tenebrosos.
La meva ànima s'ha fet tan profunda com els rius...
Actor principal del moviment cultural del Renaixement de Harlem que veurà emergir tota una sèrie d'artistes negres, escriurà el 1926 al setmanari polític americà The Nation el text The Negro Artist and the Racial Mountain, que molts consideren com el manifest del compromís artístic negre. Traducció lliure:
Els joves artístics negres creen avui amb l'objectiu d'expressar-se
la nostra pròpia pell negra, a la nostra manera, sense por, ni vergonya.
Si els blancs queden satisfets, estem encantats. Si no ho estan,
no té importància. Sabem que som macos. I lletjos alhora.
El tom-tom plora, i el tom-tom riu. Si la gent de color
està satisfeta, estem encantats. Si no ho estan, el seu descontentament
importa poc. Construïm els nostres temples per a demà,
forts com nosaltres sabem, i som davant la muntanya,
lliures dins de nosaltres.
Langston descriu en les seves obres la vida dels proletaris negres compartida entre alegries, desil·lusions, esperança, etc., tot tenyit de jazz i de blues. Així, Hughes dirà més tard: "He intentat comprendre i descriure la vida dels negres als Estats Units i d'una manera allunyada, la de tot ésser humà". Pel seu treball, Hughes ha intentat ensenyar la importància d'una "consciència negra" i d'un nacionalisme cultural que uneix les persones més que les oposa. Aquest orgull ha estat reprès per nombrosos escriptors com Jacques Roumain, Nicolás Guillén, Léopold Sédar Senghor o Aimé Césaire.

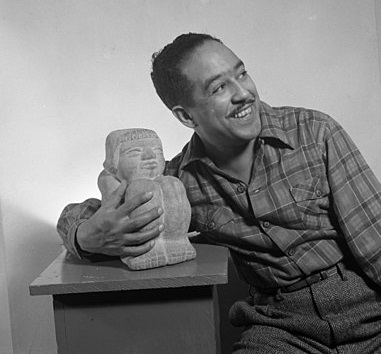
Langston Hughes, fotografiat per Gordon Parks, 1943, Library of Congress

Després de la publicació de múltiples reculls de poesia, d'obres de teatre, assajos o de guions per al cinema, Hughes reprèn la redacció de dues autobiografies sobre els encoratjaments dels seus amics: The Big Sea i I Wonder as I Wander.
En els anys 1950-1960, la popularitat d'Hughes entre els autors afroamericans ha declinat al mateix temps que ha crescut arreu del món. Li ha estat retret de no tenir modernitzat el seu discurs de l'"orgull negre" respecte a l'evolució de la condició dels negres als Estats Units, que ha millorat en aquest període. No obstant això, queda un model per a molts bons escriptors.

## Obra

### Reculls de poesia
- The Weary Blues. Knopf, 1926
- Fine Clothes to the Jew. Knopf, 1927
- The Negro Mother and Other Dramatic Recitations, 1931
- Dear Lovely Death, 1931
- The Dream Keeper and Other Poems. Knopf, 1932
- Scottsboro Limited: Four Poems and a Play. N.Y.: Golden Stair Press, 1932
- Let America be America Again, 1935
- Shakespeare in Harlem. Knopf, 1942
- Freedom's Plow. 1943
- Fields of Wonder. Knopf,1947
- One-Way Ticket. 1949
- Montage of a Dream Deferred. Holt, 1951
- Selected Poems of Langston Hughes. Knopf, 1959
- Ask Your Mama. Hill & Wang, 1961
- The Panther and the Lash: Poems of Our Times, 1967
- The Collected Poems of Langston Hughes. Knopf, 1994

### Novel·les i reculls
- Not Without Laughter, Knopf, 1930
- Popo and Fifina, amb Arna Bontemps, 1932
- The Ways of White Folks. Knopf, 1934 (Traduïda al català Els blancs Godall Ed. 2023)
- Simple Speaks His Mind. 1950
- Laughing to Keep from Crying, Holt, 1952
- Simple Takes a Wife. 1953
- Sweet Flypaper of Life, photografies de Roy DeCarava, 1955
- Simple Stakes a Claim. 1957
- The Best of Simple. 1961
- Simple's Uncle Sam. 1965
- Something in Common and Other Stories. Hill & Wang, 1963
- Short Stories of Langston Hughes. Hill & Wang, 1996

### Altres obres

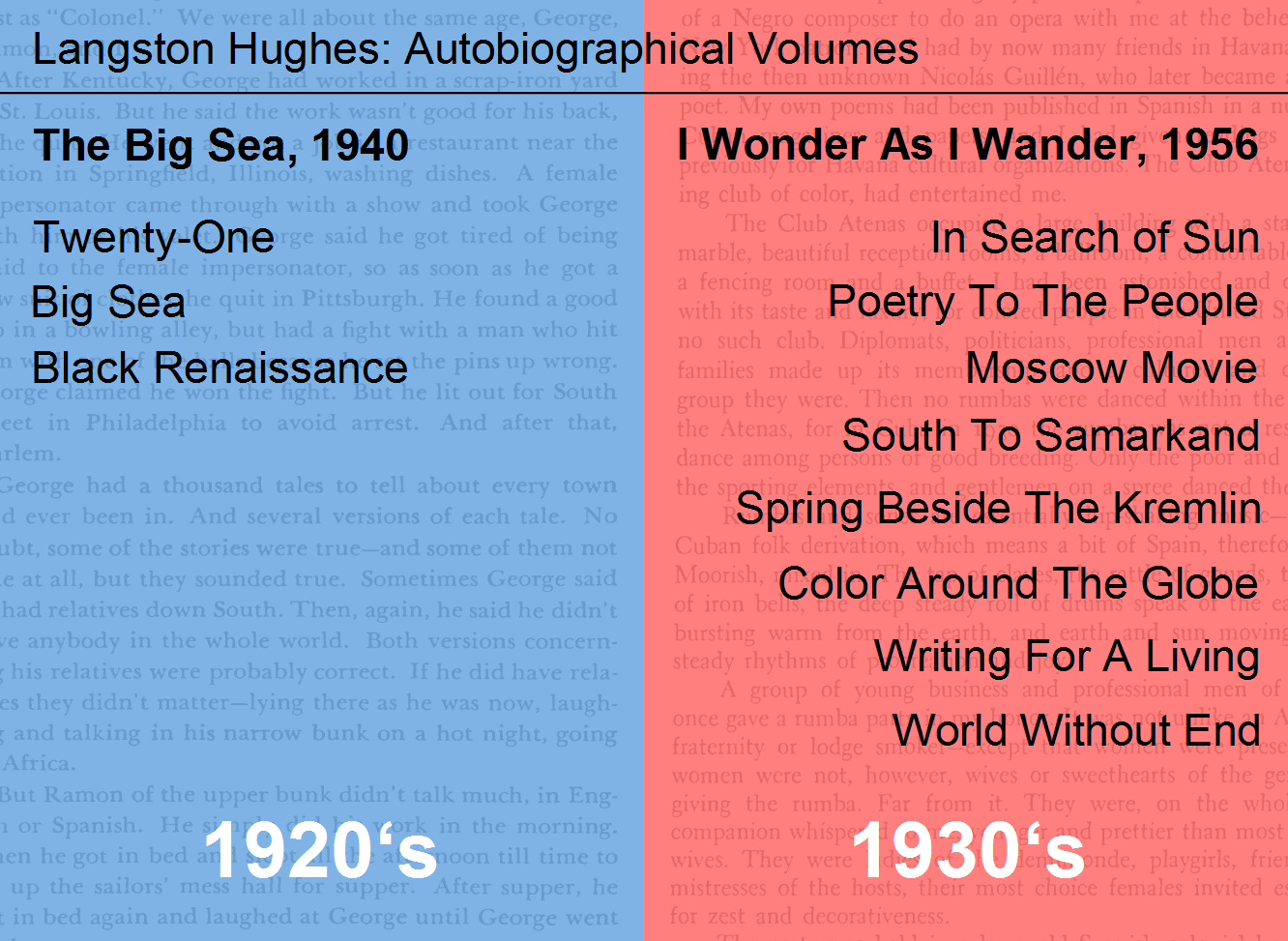
Els dos volums autobiogràfics de Langston Hughes

- The Big Sea, New York: Knopf, 1940
- Famous American Negroes. 1954
- I Wonder as I Wander. New York: Rinehart & Co., 1956
- A Pictorial History of the Negro in America, amb Milton Meltzer. 1956
- Famous Negro Heroes of America. 1958
- Fight for Freedom: The Story of the NAACP. 1962

### Obres de teatre
- Mule Bone, amb Zora Neale Hurston, 1931
- Mulatto. 1935 (retitulada The Barrier el 1950)
- Troubled Island, amb William Grant Still, 1936
- Little Ham. 1936
- Emperor of Haiti. 1936
- Don't You Want to be Free. 1938
- Street Scene, contributed lyrics. 1947
- Simply Heavenly. 1957
- Black Nativity. 1961
- Five Plays by Langston Hughes. Bloomington: Indiana University Press, 1963
- Jericho-Jim Crow. 1964

### Compilacions d'obres de Hughes
- The Collected Works of Langston Hughes. Missouri: University of Missouri Press, 2001.
- The Langston Hughes Reader. New York: Braziller, 1958.
- Good Morning Revolution: Uncollected Social Protest Writings by Langston Hughes. Lawrence Hill, 1973.
- Arna Bontemps-Langston Hughes Letters, 1925-1967. Charles H. Nichols. Dodd, Mead, & Co. 1980
- Remember Me to Harlem: The Letters of Langston Hughes and Carl Van Vechten. by Emily Bernard. Knopf 2001
- Langston Hughes: Before and Beyond Harlem. Faith Berry.Citadel Press 1983, 1992
- The Life of Langston Hughes. Vol.1 1902-1941 I, Too, Sing America. Arnold Rampersad.Nova York: Oxford University Press, 1986
- The Life of Langston Hughes. Vol.2 1941-1967 I dream a world. Arnold Rampersad.Nova York: Oxford University Press, 1988
- Encyclopedia of The Harlem Renaissance. Sandra West Aberjhani.Checkmark Books 2003